# Homerova definice
Homerova definice (v anglickém originále Homer Defined) je 5. díl 3. řady (celkem 40.) amerického animovaného seriálu Simpsonovi. Scénář napsal Howard Gewirtz a díl režíroval Mark Kirkland. V USA měl premiéru dne 17. října 1991 na stanici Fox Broadcasting Company a v Česku byl poprvé vysílán 3. prosince 1993 na stanici ČT1.

## Děj
Při pojídání koblih ve Springfieldské jaderné elektrárně Homer jednu rozplácne na číselník teploty v jádře jaderného reaktoru. Kobliha zakryje panel a elektrárna se blíží jadernému výbuchu. Homer si nemůže vzpomenout na své bezpečnostní školení, a tak náhodně vybere pomocí říkanky tlačítko, jehož stisknutím jako zázrakem výbuch odvrátí. Springfield je zachráněn a Homer je oslavován jako hrdina. 
Pan Burns Homera jmenuje zaměstnancem měsíce. Líza, jež se často stydí za svého mdlého tátu, ho začne uctívat jako svůj vzor. Homer se cítí provinile, že jeho takzvané hrdinství nebylo nic jiného než slepé štěstí. Jeho zoufalství se prohloubí poté, co mu zavolá s gratulací Magic Johnson, který mu sdělí, že podvodníci jsou vždy nakonec odhaleni. 
Burns Homera seznámí s Aristotelem Amadopolisem, majitelem jaderné elektrárny v sousedním Shelbyvillu. Burns donutí Homera, aby přednesl motivační projev k zaměstnancům Shelbyvillské jaderné elektrárny. Během Homerova tápavého proslovu hrozí Shelbyvillské elektrárně blížící se havárie. Amadopolis v řídicí místnosti požádá Homera, aby katastrofu odvrátil. Homer zopakuje svou říkanku a poslepu stiskne tlačítko. Jen díky štěstí se opět vyhne havárii. Amadopolis poděkuje Homerovi za záchranu elektrárny, ale vynadá mu za jeho hloupost. Brzy se fráze „střihnout si Homera“, která znamená „mít víc štěstí než rozumu“, stane široce používaným heslem; její slovníkové heslo ilustruje Homerův portrét. 
V podzápletce je Bart naštvaný, když se dozví, že ho Milhouse nepozval na narozeninovou oslavu. Milhouse mu prozradí, že jeho matka Luann si myslí, že Bart má na něj špatný vliv, a zakáže chlapcům kamarádit se. Deprimovaný Bart, zbavený nejlepšího přítele, se uchýlí ke hře s Maggie. Marge navštíví Luann a přesvědčí ji, aby chlapcům dovolila obnovit přátelství. Pomocí vysílačky Šáši Krustyho, kterou dostal Milhouse od Barta k narozeninám, pozve Milhouse Barta k sobě domů. Bart si uvědomí, že nikdo jiný by to neudělal, a poděkuje Marge za to, že se ho zastala.

## Produkce
Autorem epizody je nezávislý scenárista Howard Gewirtz. Podle výkonného producenta Ala Jeana Gewirtzův scénář nakonec obsahoval jeden z nejdelších prvních aktů (dobu mezi reklamními přestávkami) v historii seriálu, když byla epizoda dokončena. Gewirtzův scénář původně obsahoval dvě použití vulgarit, jednou od Barta a jednou od Burnse. Bylo to poprvé, kdy postava v seriálu použila toto slovo, a vedlo to k problémům s cenzory televizní stanice. Nakonec cenzoři donutili producenty odstranit jeden případ, a tak byla Burnsova hláška změněna. V první repríze epizody však bylo toto rozhodnutí zrušeno, Burns i Bart byli vulgární.
V epizodě hostuje basketbalista Magic Johnson z týmu Los Angeles Lakers v roli sebe sama. Byl to první profesionální sportovec, který v seriálu hostoval. Johnson se objevuje ve dvou pasážích: nejprve ve scéně, kdy volá, aby poblahopřál Homerovi k záchraně elektrárny, a později během basketbalového zápasu, kdy „si střihne Homera“ tím, že po uklouznutí na podlaze omylem dostane míč do koše. Natáčení epizody probíhalo v průběhu základní sezóny Národní basketbalové asociace, takže producenti měli problém s naplánováním Johnsonova sezení. S blížícím se termínem se producenti vypravili k Johnsonovi domů, aby nahráli jeho repliky. Podle deníku San Jose Mercury News nahrávací zařízení přinesené do jeho domu zpočátku nefungovalo a „téměř odsoudilo hostování k zániku“. V dílu hostuje také sportovní komentátor Lakers Chick Hearn, jenž komentuje zápas, který Johnson hraje.
Další hostující hvězdou, která se v epizodě objevila, byl herec Jon Lovitz, jenž poskytl hlas Aristotelovi Amadopolisovi a vedlejší postavě, jež se objevuje v telenovele. Jednalo se o Lovitzovo třetí vystoupení v seriálu. Amadopolis byl nakreslen tak, aby vypadal jako řecký lodní magnát Aristoteles Onassis. Dialogy postavy byly napsány tak, aby napodobovaly Lovitzův komediální styl, například jeho schopnost rychlých změn nálad. Amadopolis se vrátil o několik epizod později v dílu Homer na pálce, kde ho namluvil stálý dabér Simpsonových Dan Castellaneta.
V tomto dílu se poprvé objevuje Milhousova matka Luann Van Houtenová. Byla navržena tak, aby vypadala velmi podobně jako Milhouse, hlasem postavy byla pověřena Maggie Roswellová, která původně vycházela z Milhouse, jehož namluvila Pamela Haydenová. Producenti měli pocit, že její dojem zní nepatřičně, a tak nakonec použila normálněji znějící hlas. Byl to Gewirtz, kdo v této epizodě dal Milhouseovi příjmení Van Houten, které dostal od jednoho z přátel své ženy.
Režisér Mark Kirkland chtěl, aby Springfieldská elektrárna „vypadala co nejlépe“, a vložil do ní stíny a efekty podsvícení, aby panely v Homerově řídicí místnosti zářily.

## Přijetí a analýza
V původním vysílání na stanici Fox dosáhla epizoda ratingu 12,7 podle agentury Nielsen a sledovalo ji přibližně 11,69 milionu diváků. V týdnu od 14. do 20. října 1991 se díl umístil na 36. místě, což znamenalo pokles oproti průměrné pozici v řadě, která byla 32. Ve svém čase se umístil na druhém místě za The Cosby Show, která skončila na 24. místě s ratingem 15,5. Epizoda se vyrovnala seriálu In Living Color jako nejlépe hodnocený pořad na stanici Fox v daném týdnu.
Díl získal od kritiků vesměs pozitivní hodnocení. Autoři knihy I Can't Believe It's a Bigger and Better Updated Unofficial Simpsons Guide, Warren Martyn a Adrian Wood, jej označili za vynikající epizodu, která dodala seriálu novou hloubku ve scéně s Marge, jež se snaží přesvědčit Luann, aby Milhouse nechala znovu hrát si s Bartem. Dodali, že Lízina „víra v jejího hrdinného otce je příjemnou změnou“, a uvedli, že závěr dílu, v němž Homer vstoupí do slovníku, „je nanejvýš uspokojivý“.
Colin Jacobson z DVD Movie Guide se vyjádřil, že po dílu Bart vrahem tato epizoda znamená regres, a uvedl, že bylo téměř nevyhnutelné, že se nevyrovná předchozímu dílu. Dále uvedl, že podzápletka s Bartem a Milhousem byla zábavnější. Nate Meyers z Digitally Obsessed ohodnotil epizodu známkou 4 z 5, když napsal, že se mu líbil příběh Homera, ale podzápletka s Bartem a Milhousem mu přišla zajímavější. Dodal, že „Milhouseova máma mu nedovolí hrát si s Bartem, protože si myslí, že Bart má špatný vliv. Je vzácné, aby seriál dovolil Bartovi cítit opravdové emoce, ale v tomto dílu je jich dost, což vytváří pěkný příběh zaměřený na postavy.“
Johnsonův výkon byl také pochválen. V roce 2004 vydala ESPN seznam 100 nejlepších sportovních momentů Simpsonových, v němž jeho vystoupení zařadila na 27. místo. Časopis Sports Illustrated zařadil Johnsonovo cameo na páté místo mezi nejlepšími hostujícími sportovci v Simpsonových. Meyers napsal, že epizoda „přináší spoustu dobrých postřehů o tom, že veřejnost si dělá hrdiny zbrkle a hystericky“, a tento bod je vystižen „zábavným cameem Earvina ‚Magic‘ Johnsona“.
Fritz Quindt z deníku San Diego Union uvedl, že animátoři Johnsonově podobě „udělali dobře“, a poznamenal, že barvy na dresech Lakers a hřišti Forum byly správné. Chick Hearn a Stu Lantz byli téměř jako živí, když hlásili na hřišti ve svetrech v nedělních barvách.“ Johnsonovo vystoupení bylo odvysíláno v pořadu Sports Tonight na CNN den před původním odvysíláním epizody a moderátor Fred Hickman řekl, že mu „nepřipadalo vtipné“.
Ve své knize Watching with The Simpsons: Television, Parody, and Intertextuality Jonathan Gray rozebírá scénu z dílu Homerova definice, která ukazuje Homera, jak si čte USA Today s titulní stranou: „Nejoblíbenější tužka Ameriky – # 2 je # 1.“. Líza tento titulek vidí a kritizuje noviny jako „chatrnou slátaninu vysoce dechberoucích faktů a Larryho Kinga“, na což Homer reaguje, že jsou to „jediné noviny v Americe, které se nebojí říkat pravdu: že je všechno v pořádku“. Gray v knize uvádí, že tuto scénu využívají producenti seriálu ke kritice toho, „jak často jsou zprávy zcela bezzubé, obětují žurnalistiku prodeji a nenechávají nás s důležitými veřejnými informacemi, ale s oblíbenou americkou tužkou“.